# Jerome Sydenham
Jerome Sydenham est un DJ, compositeur, producteur et remixeur américain de deep house né en 1967 à Ibadan.

## Biographie
Né d'un père anglais et d'une mère jamaïcaine, élevé à Ibadan au Nigéria, il va à l'école en Angleterre puis s'installe à New York au début des années 80 où il devient DJ résident au Nell's (célèbre club new-yorkais), promoteur de la scène house et directeur artistique de la maison de disques Atlantic Records. En 1996, il fonde son propre label de musique deep house : Ibadan Records. Sa musique est un mélange de deep house, d'electro et de sonorités acoustiques africaines.
En 2001, il sort l'album Saturday en compagnie d'une des figures majeures de la deep house, Kerri Chandler. Néanmoins, ce n'est qu'en 2005 qu'il acquiert une petite notoriété à l'échelle mondiale lorsque le label britannique Defected signe son morceau Sandcastles, composé avec Dennis Ferrer. Ce morceau sera en nomination dans trois catégories aux House Music Awards cette année-là.

## Discographie

### Albums
- 2001 Saturday, avec Kerri Chandler (Ibadan Records)
- 2002 Space Lab Yellow - Jerome Sydenham Live Vol. 1 (DJ set) (Ibadan Records)
- 2003 Ibadan People (DJ set) (Ibadan Records)
- 2005 Explosive Hi-Fidelity Sounds (DJ set) (BBE)
- 2006 Electric Pussycat (DJ set) (BBE)

### Singles
- 1998 See Line Woman, avec Kerri Chandler, en tant que The Songstress (Ibadan Records)
- 1998 Espirito Du Tempo, avec Kerri Chandler (Ibadan Records)
- 1998 For My Portuguese Concubine, avec Kerri Chandler (Ibadan Records)
- 1998 Lagos Jump, avec Kerri Chandler, en tant que Afro Elements (Ibadan Records)
- 1999 Orixas / Pancho / Siku, en tant que Saudacao Aos Orixas (Ibadan Records)
- 1999 Powder, avec Kerri Chandler (Madhouse Records)
- 2000 Aro (Ibadan Records)
- 2000 The Chocolate EP, avec Kerri Chandler, en tant que Afro Elements (Internal Bass Records)
- 2001 Kòkò / Jehlaz, avec Dennis Ferrer (Ibadan Records)
- 2001 Deconstructed House, avec Dennis Ferrer et Jãnia (Ibadan Records)
- 2002 Deep Penetration, avec Kerri Chandler (Ibadan Records)
- 2003 Double Penetration, avec Dennis Ferrer (Ibadan Records)
- 2003 Sandcastles, avec Dennis Ferrer (Ibadan Records) (réédité par Defected en 2005)
- 2003 10 Jay Street, en tant que Downtown Brooklyn Inc. (Ibadan Records)
- 2003 Winter's Blessing, avec Kerri Chandler (Ibadan Records)
- 2003 A Demo By 6 23, avec Kerri Chandler (Ibadan Records, UK Promotions)
- 2004 Candela, avec Kerri Chandler (Ibadan Records)
- 2004 Rising The Sun / 36 Degrees, avec Kerri Chandler (Ibadan Records)
- 2004 Timbuktu, avec Dennis Ferrer (Ibadan Records)
- 2004 Road To Calabar, avec Dennis Ferrer (Ibadan Records)
- 2005 Stockholm - Go Bang!, avec Mikael Nordgren (Ibadan Records)
- 2006 The Back Door, avec Dennis Ferrer (Ibadan Records)
- 2006 The Undertow, avec Dennis Ferrer (Ibadan Records)
- 2006 Go Bang!, avec Mikael Nordgren, en tant que F12 (Ibadan Records)
- 2006 Elevation, avec Tiger Stripes (Ibadan Records)
- 2007 Elephant / Can't Stop Not, avec Rune (Avocado Records)
- 2007 Brokeback / Your House (Ibadan Records)
- 2007 Destination Nagano / Head, avec Hideo Kobayashi en tant que Nagano Kitchen (Ibadan Records)
- 2007 North Central, avec Hideo Kobayashi en tant que Nagano Kitchen (Apotek Records)